# Аеродром Јамбјо
Аеродром Јамбјо (: ) је ваздухопловно пристаниште код града Јамбјо у вилајету Западна Екваторија у Јужном Судану. Смештен је на 724 метара надморске висине и има једну полетно-слетну стазу дужине 965 метара.